# Crash: Mind over Mutant
Crash: Mind over Mutant er et action-adventure-spil udgivet af Activision og udviklet af Radical Entertainment til Playstation 2, PlayStation Portable, Wii og Xbox 360. Nintendo DS-versionen af spillet var udviklet af TOSE. Det blev udgivet i Nordamerika den 7. oktober 2008 og i Europa og Australien den 31. oktober samme år. Mind over Mutant er efter Crash of the Titans det andet spil i Crash-serien der ikke er blevet udgivet i Japan.
Crash: Mind over Mutant er det femtende spil i Crash Bandicoot-serien. Spillets historie er centreret om udgivelsen af et populært stykke teknologisk udstyr, (en parodi på maskiner som iPhone og BlackBerry) der når det bliver brugt, den lægger brugeren i kontrol af maskinens skaber, og spillets skurke, Doctor Neo Cortex og Doctor Nitrus Brio. Spillets hovedperson, Crash Bandicoot, der som den eneste ikke er blevet påvirket, bliver nødt til at befri sine venner fra kontrollen af maskinen og sætte en stopper for Doctor Cortex' plot.
Crash: Mind over Mutant fik forskellige anmeldelser, med anmeldelser der blev sammenlignet fra version til version. Wii- og PlayStation 2-udgivelserne blev mødt med generelt positive anmeldelser, mens Xbox 360-versionen fik mere middelmådige anmeldelser. Meget af spillets gode arbejde gik til de humorfyldte cutscenes og dialogen, mens meget af kritikken handlede om det ujusterbare kamera, og det at man skulle gennemgå meget på grund af det. Nintendo DS-versionen blev modtaget negativt på grund af den svage og gentagende spillemåde.

## Gameplay
Crash: Mind over Mutant er et platformspil, hvor spilleren styrer Crash Bandicoot, hvis opgave er at udforske sit hjem, Wumpa Island (Wumpa Øen), og miljøer omkring for at løse mysteriet bag "NV"'en, en personlig digital assistent opfundet af hovedskurken. Crash: Mind over Mutant er et missionsopbygget spil i kontrast til Crash of the Titans' baneopbyggede struktur med opgaver, som bliver givet af en uspillelig figur. Figurer med et udråbstegn (!) over deres hoved, når de bliver tiltalt, giver vigtig information, der skal bruges for at kunne fortsætte historien.
Spredt ud over verden er der specielle ting, der giver kræfter til Crash på den ene eller den anden måde. Gyldne stopure starter et tidsbegrænset nanospil, som normalt involverer at samle objekter eller at smadre ting for at få bonusser. Røde løbesko gør at Crash laver et sparkeangreb og gør, at han bevæger sig hurtigere, og "firedobleren i angreb" kan blive brugt af Crash, så han dobler sit angreb med fire.

### Kamp
Crash har et let og et meget kraftigt angreb, og han kan også blokere, undvige og smadre eller ødelægge en fjendtlig blokering. Når han bekæmper fjender eller ødelægger objekter, bliver en magisk substans kendt som "Mojo" sluppet løs. Når Crash samler nok Mojo, bliver hans evner opgraderet.
Mod små fjender skal der kun et combo attack (combo angreb) fra Crash for at bekæmpe dem, mens større fjender, kendt som "Titaner", kræver større indsats at bekæmpe. Hver af de unikke Titaner i spillet har et stjernemåler der viser, hvor tæt på at være lammet de er. Når måleren er fuld, er Titanen lammet og tillader at man "jacker" (overtage styringen) den, hvilket betyder, at Crash kan hoppe på og af Titanen og styre den. Mens den styres af spilleren, har Titanen et styresæt der minder lidt om Crashs, selv om nogle overtagede Titaner kan skyde projektiler. Udover det større liv, har Titanen styret af Crash en lilla Titanmåler. Når måleren er fyldt, kan spilleren frigøre et special angreb, som tømmer måleren i mens.
En ny ting til spillets serie er at Crash kan gemme sin Titan i sin lomme og bruge den når der er en fordel ved det. Når Crash rider på en Titan og der bliver samlet noget Mojo går det til Titanen. Hvis der er nok Mojo samlet, bliver Titanens evner opgraderet i stedet for Crashs.

### Samarbejdsspil
En spiller der bruger en anden kontroller kan deltage i spillet når som helst. Spiller nummer to vil med det samme vise sig som en maske der svæver rundt om Crash. Masken kan angribe fjender ved at skyde magiske projektiler. Ved at trykke på en bestemt knap, kan spiller tos figurer hoppe ud og ind i masken. I Wii- og Xbox 360-versionerne af spillet er det Crashs søster, Coco Bandicoot, der udfylder rollen som spiller to, mens en hvid pelset version af Crash kendt som "Carbon Crash" tager rollen i PlayStation 2-versionen. Coco skal bekæmpes i en bosskamp, før man kan spille med hende (spilleren kan vælge mellem at fortsætte med Carbon Crash). Den metode at spille på er meget god til at bekæmpe fjender og samle Mojo hurtigere.

## Plot

### Miljø
Spillet er spillet i et free-roaming (frit gå omkring) format, der sjældent set i de tidligere spil. I DS-versionen er spillet et 2D platformsspil for at gøre god brug af DS'ens styrke. Åbningen af spillet finder sted på Wumpa Island (Wumpa Øen), Crashs hjemland. Crashs hus er tilgængeligt her og kan blive brugt af spilleren til at bruge skins (se kunst nedenfor), får fjendeinformation og se cutscener. Omkringliggende miljøer består af samfund beboet af venlige Titaner, inklusive Ratcicle Kingdom (Fryserottens Kongerige), Rhinoroller Desert (Rullerens Ørken) og Sludge Junkyard (Lossepladsen). Andre områder som Evil Public School (Onde Folkeskole) (Onde Skolen), ledsaget af den overordnede skurks niece, og Mount Grimly, hvor den onde maske Uka Uka er holdt. Den sidste begivenhed i spillet finder sted i et Space Head (Rum Hoved), en rumstation genbrugt af Lossepladsens dele og ejet af hovedskurken Doctor Neo Cortex.

### Figurer
Hovedartikel: Figurer fra Crash Bandicoot
Ni tilbagevendte figurer fra tidligere Crash-titler stjerner fra hjemmekonsolversioner fra Crash: Mind over Mutant. Den overordnede helt fra spillet, Crash Bandicoot, er en bandicoot (punggrævling) som skal bekæmpe den overordnede skurk Doctor Neo Cortex og befri Titanerne fra kontrollen af Cortex' nye maskine. Til at hjælpe Crash er Aku Aku, en ældgammel træ maske som kan tage kontrol af Titaner ved at gå ind i deres hoved. Crashs kloge søster, Coco Bandicoot, viser sig som en boss figur til at begynde med under kontrollen af Doctor Neo Cortexs og Doctor Nitrus Brios håndholdte maskine. Efter det er hun en spilbar figur i løbet af samarbejdsmåden fra Wii- og Xbox 360-versionerne, hun er erstattet af en hvid pelset version af Crash kaldt "Carbon Crash" i PlayStation 2 versionen. Crunch Bandicoot, Crashs muskuløse cyborg-ven, viser sig som en hjernevasket boss.
Den overordnede skurk i serien, Doctor Neo Cortex, er en skør videnskabsmand, som planlægger at tage kontrol over beboerne på Wumpa Island ved at sælge tankekontrol mobiltelefon "NV'en" til dem. Doctor Nitrus Brio vender tilbage og viser sig som Cortexs partner, og hjælper ham med at udvikle NV'en. Uka Uka, Aku Akus onde tvillingebror, er kilden til ondt Mojo nødvendigt til at tage kontrol over dem der bruger NV maskinen. Nina Cortex, Neo Cortex' niece viser sig også, som er blevet forflyttet til en ond folkeskole af hendes onkel som straf for forræderi i Crash of the Titans. Doctor N. Gin, Cortexs skøre højrehånd, relateret til at vise sig som en mindre boss figur tidligt i spillet.
Et tal af små fodret fjender forsøger at hindre Crash i hans rejse, mange af dem viser sig i det tidligere Crash of the Titans. Ratnicians (rotnikkerne), som tidliger arbejdede for Doctor Neo Cortex, er siden blevet uciviliseret og vegetar, og arbejder nu for den mindre overordnede skurk Doctor N. Gin. Brat girlsene arbejdede tidliger for Nina Cortex, men har forrådt hende og styrer nu Onde Skolen og overvåger nu Ratciclerne (Fryserotterne) i Ratcicle Kingdom (Fryserottens Kongerige). Doom monkeys viser sig igen men arbejder nu for Doctor Nitrus Brio i Sludge Junkyard (Lossepladsen). To nye små fodret fjender laver deres debut i spillet: Znu, en gruppe små, vortede væsner der bor i Mount Grimly, og Slap-E's, håndformede robotter der deler Docter Neo Cortexs minder og personlige problemer.

### Handling
Social satire og forbrugerisme anvendes ofte som udgangspunkt for humor i spillets plot, og spillet indeholder blandt andet jokes om SUV'er og de skyhøje priser på benzin. Spillets handling er fortalt igennem et tal af cutscenes animeret i forskellige stile, som Dragon Ball og South Park.
Crash: Mind over Mutant fortsætter fra hvor Crash of the Titans sluttede. Titanerne, fri fra kontrollen af Doctor Neo Cortex, har spredt sig rundt omkring på Wumpa Island og kultiveret deres eget samfund. Alt ser godt ud indtil en forynget Doctor Neo Cortex slår sig sammen med sin gamle partner Doctor Nitrus Brio for at opfinde en personlig digital assistent "NV'en", der kan kontroller tanker af både Mutanter og Bandicoots (punggrævlinge) ved at sende ond Mojo, ved at kraftigt tappe det fra Cortexs tidligere boss Uka Uka. Crash er ikke påvirket af maskinen, men hans venner, Coco og Crunch, er snart transformeret til vilde bæster som søger efter Crashs destruktion. Efter at Coco er befriet fra NV'ens kontrol, lærer bandicooterne Docter Neo Cortexs plot ved at få adgang til hans blog, og bestemmer sig for at tage til Onde skolen, hvor Nina var placeret som straf af Docter Cortex for hendes forræderi i Crash of the Titans. Nina, til gengæld for Crash for at have reddet hendes videnskabsprojekt, informerer heltene om Cortexs og Brios forbindelse og afslører deres sted ved Lossepladsen, hvor Brio genbruger dele for at bygge en ny rum station, "Rum Hovedet", til Cortex og den nye NV maskine. Crash og Aku Aku kommer hen til Mount Grimly, hvor Uka Uka er og bliver drænet for alt ond Mojo. Efter at blive befriet, informerer Uka Uka Crash at hans voodooknogler er kilden til kraft, er blevet stjålet og givet til de tre værste Titaner på hele øen, og fortæller dem at de skal gå ud og få fat i knoglerne til ham igen. Når knoglerne er blevet samlet, bruger Uka Uka sin gengivet kraft til at sende Crash til Rum Hovedet så Crash kan ud spille Uka Ukas hævn på Cortex. Crash griber ind i en slåskamp mod Cortex, som bruger en mutations formular stjålet fra Brio for at give evner til sig selv til kampen. Efter at have tabt til Bandicooten surmuler Cortex, som gør at Rumhovedet falder i mod Jorden. Cortex, er blevet normal igen og flygter fra det faldene Rumhoved, mens Crash og Aku Aku gør sig klar til en styrtlanding på Wumpa Øen. Crash og Aku Aku bære sig ad med at overleve styrtet og genforener sig med Coco og Crunch mens dele fra Rumhovedet regner ned fra himlen.

## Udvikling
Udviklingen af Crash: Mind over Mutant begyndte med det samme efter færdiggørelsen af Crash of the Titans. Ideen med at gemme sin Titan til senere brug kom fra spille testnings perioden af Crash of the Titans, i hvor testeren skulle blive nød til at efterlade Titanen bag sig efter en episk kamp var vundet. Fansene af serien var også en stor kilde til inspirationen af Crash: Mind over Mutant, med store ønsker om en free-roaming (frit gå omkring) miljø, Coco Bandicoot som en spilbar figur og en tilbagevenden figur Doctor Nitrus Brio. Fuld kamera kontrol var overvejet til spillet, men var afvist fordi nogle grafiske grunde og at skulle lave en delt skærms vinkel i samarbejdsmåden. Online gameplay blev også overvejet som en feature i det færdige spil, men blev udeladt pga. den korte udviklingsfase. Coco Bandicoot som en spilbar figur var undladt fra PlayStation 2 versionen af spillet skyldig til hendes forskellige animationer der tager meget af konsollens hukommelse. Wii-versionen af Crash: Mind over Mutant var lavet først, med grafikken vejet op for Xbox 360, og vejet ned for PlayStation 2. En PlayStation 3 version af spillet var et rygte, men var hurtigt indrømmet af Radical Entertainment som en fejl af mange presse sider til deres bedste. Der var et åbent kald til fan kunst af Crash Bandicoot til at blive tilmeldt som en del af en konkurrence. Konkurrencens vært var Kidzworld som var en tidliger side og var sigtet af fans under alderen 18. Udvalgt kunst er inkluderet i det sidste byg af spillet enten i en tegne serie i Crashs hus eller på en væg i skolen ledsaget af Nina Cortex. Som tilføjelse, fik vinderne deres navn vist i spillets anerkendelse og modtog en gratis kopi af spillet da det udkom.

## Audio
For at sikre at audioen ikke bliver gentaget, har Crash: Mind over Muatant over 8,500 linjer af dialog. Mange af stemme læggerne er fra det tidligere Crash of the Titans har fået de gentagende roller, inklusiv Jess Harnell, Greg Eagles, Lex Lang, Debi Derryberry, Nolan North, John DiMaggio, Chris Williams og Amy Gross som stemmerne af Crash Bandicoot, Aku Aku, Doctor Neo Cortex, Coco Bandicoot, Doctor N. Gin, Uka Uka, Crunch Bandicoot og Nina Cortex henholdsvis. Rollen af Doctor Nitrus Brio er spillet af Maurice LaMarche, en nyankommen til serien. Blandede stemmer i spillet er forudsat af et tal af erfaren stemmelæggere, inklusive Carlos Alazraqui, Rodger Bumpass, Grey DeListe, Quinton Flynn, Mark Hamill, Tom Kenny og Tara Strong. Musikken fra Crash: Mind over Mutant er komponeret af Radical Entertainments in-house komponist Marc Baril, som komponerede musikken til de tidligere Crash Bandicoot-spil Crash Tag Team Racing og Crash of the Titans.

## Modtagelse
Anmeldelserne til PlayStation 2-versionen af Crash: Mind over Mutant var generelt positive. Dakota Grabowsky fra GameZone overvejede spillet "en smule bedre" en Crash of the Titans, noterede forbedringer i kontrol, gameplay og handlingen fra dens forgænger, men sørger over at "kameraet ødelægger næsten hele pakken." Wii-versionen af spillet var også mødt positivt, selv om den ikke fik samme grad som PlayStation 2-versionen. Louis Bedigian fra GameZone bestemte at det unge demografiske af Crash Bandicoot-serien "måske bliver irriteret af kameraet og/eller gentagende opgaver, men vil blive underholdt af hvad der er det bedste Crash-spil udviklet i lang tid – og et af de bedste Mario-kloner udgivet til Nintendo Wii." Neal Ronaghan fra Nintendo World Report (Nintendo VerdensRapport), i mellemtiden, følte at "den charmerende historie og original humor" af spillet var "over skygget af den overfladiske gameplay."
Anmeldelserne til Xbox 360-versioen af spillet var blandede. Christopher Ewen fra GameZone priste seriens overgang til et free-roaming (frit gå omkring) gameplaymiljø, men følte at spillet var for let. Matt Casamassina fra IGN fandt spillet til at være "præcis ligesom dens forgænger. En middelglædelig platforms vinde stort der er sikkert til at tilfredsstille yngre spiller, men vil ikke sørge for meget nutidens spillere ikke har oplevet før". Andy Eddy fra TeamXbox priste spillets stærke stemmelægning, men noterede den uinspirerende gameplay, som var "ikke særlig ensartet i dens sjove generation." Justin Calvert fra GameSpot påstod at spillet "har for meget tilbagesporing og for mange kameraproblemer til at gøre det anbefalelsesværdig". Official Xbox Magazine konkluderede at "der er meget lidt ved Mind over Mutant der gør det dine $50 værd eller de fire timer det tager at gennemføre det." Dan Pearson fra Eurogamer kritiserede spillets fixede kamera, forlængede tilbage gående, ubrugelige log og daterede koncept. Andrew Reiner fra Game Informer erklærede at spillets "uforudsigelig frame rate, den omfattende tilbagesporing, og garantien på ens død skyldtes af det ufuldkommende kameraposition til hver eneste platforming udsnit" lavede det "et rod af et spil, og et nyt lavpunkt til det engang-elsket pungdyr."
Nintendo DS-versionen af spillet modtog generelt negative anmeldelser sammenlignet med konsolversionen. Mike David fra GameZone anklagede spillet som den "første rigtige skuffende Crash-titel," mens Neal Ronaghan fra Nintendo World Report følte at spillet "efterlader meget at være i ønsker i betingelser af indgående og banedesign." Craig Harris fra IGN døbte Nintendo DS-versionen et "kedelig, sjusket, uinspireret platformsspil med intet af det der lavede sidste års spil så godt på DS."